# Sebastian Thul

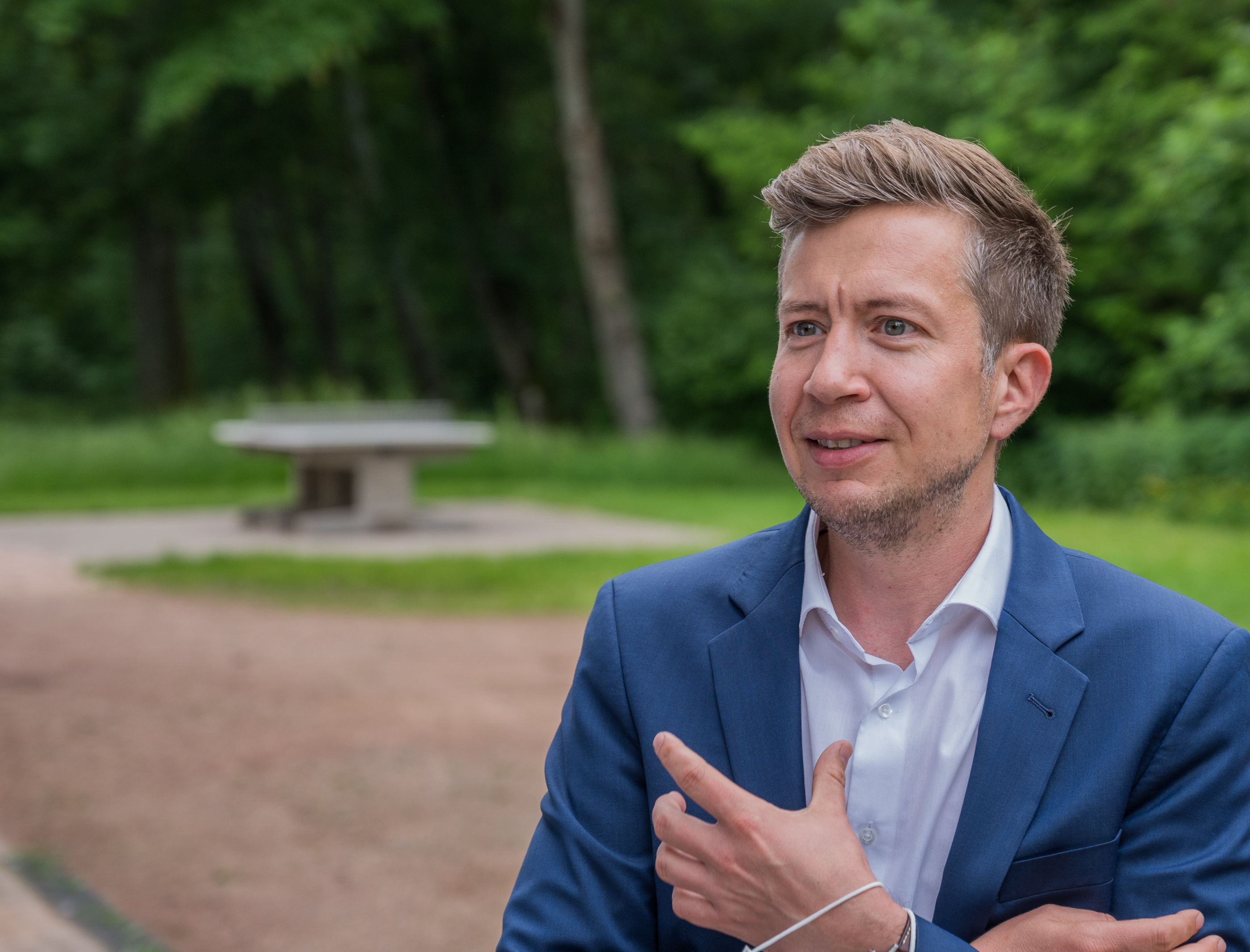
Sebastian Thul (2021)

Sebastian Thul (* 18. April 1980 in Neunkirchen (Saar)) ist ein deutscher Sozialarbeiter und Politiker (SPD). Seit 2019 ist er Staatssekretär im Umweltministerium des Saarlandes. Von 2012 bis 2019 und kurzzeitig 2022 war er Abgeordneter im Landtag des Saarlandes.

## Ausbildung und Beruf
Nach seinem Fachoberschulabschluss erwarb Sebastian Thul an der Fachhochschule Koblenz 2003 ein Diplom als Sozialarbeiter. Von 2008 bis 2010 war er Geschäftsführer beim Netzwerk für Demokratie und Courage im Saarland. Von 2003 bis 2012 arbeitete er als Sozialarbeiter, zunächst bis 2011 beim WZB/Lebenshilfe, dann bis 2012 bei der reha GmbH.

## Politik
Sebastian Thul trat der SPD 1997 bei. Er war bei den Jusos von 2000 bis 2006 Vorsitzender des Kreisverbands Neunkirchen (Saar) und von 2007 bis 2012 saarländischer Landesvorsitzender. Dem Landesvorstand der SPD gehört er seit 2011 an.
Thul war von 2010 bis 2014 Mitglied des Stadtrates in Neunkirchen und wurde bei den Landtagswahlen 2012, 2017 und 2022 in den Landtag gewählt.
Seit dem 18. September 2019 ist Thul Staatssekretär im Umweltministerium des Saarlandes. Im Zuge dessen legte er sein Landtagsmandat nieder. Für ihn rückte Heike Winzent nach. Nachdem er 2022 erneut zum Staatssekretär im Umweltministerium ernannt worden war, legte er gleich zu Beginn der Legislaturperiode sein Landtagsmandat erneut nieder. Für ihn rückte Sevim Kaya-Karadağ in den Landtag nach.